# Anoplodactylus bourboni
Anoplodactylus bourboni är en havsspindelart som beskrevs av Müller, H.-G. 1990. Anoplodactylus bourboni ingår i släktet Anoplodactylus och familjen Phoxichilidiidae. Inga underarter finns listade i Catalogue of Life.